# Okruzi bivše Autonomne pokrajine Kosovo i Metohija
 Za današnju administrativnu podjelu Republike Kosovo pogledajte Okruzi Kosova.
Današnja je Republika Kosovo prema staroj administrativnoj raspodjeli u zakonima Republike Srbije (kao bivša Autonomna pokrajina Kosovo i Metohija, s nazivima mjesta i općina na srpskom jeziku) bila je podijeljena na sljedeći način:

## Kosovskomitrovički okrug
- Vučitrn - obuhvaća naseljena mjesta: Balince, Banjska, Benčuk, Bečić, Bivoljak, Bošljane, Brusnik, Bukoš, Velika Reka, Vesekovce, Viljance, Vrnica, Vučitrn, Galica, Glavotina, Gojbulja, Gornja Dubnica, Gornja Sudimlja, Gornje Stanovce, Gornji Svračak, Grace, Gumnište, Dobra Luka, Doljak, Donja Dubnica, Donja Sudimlja, Donje Stanovce, Donji Svračak, Drvare, Dubovac, Žilivoda, Zagorje, Jezero, Karače, Kolo, Kunovik, Kurilovo, Lug Dubnica, Mavrić, Mijalić, Miroče, Nevoljane, Nedakovac, Novo Selo Begovo, Novo Selo Mađunsko, Okraštica, Ošljane, Pantina, Pasoma, Pestovo, Prilužje, Resnik, Ropica, Samodreža, Skočna, Skrovna, Slakovce, Slatina, Smrekovnica, Strovce, Taradža, Trlabuć, Hercegovo, Cecelija, Šalce, Šljivovica i Štitarica.
- Zvečan - obuhvaća naseljena mjesta: Banov Do, Banjska, Banjska Reka, Banjski Suvi Do, Boljetin, Bresnica, Valač, Veliko Rudare, Vilište, Grabovac, Grižani, Doljane, Žaža, Žerovnica, Žitkovac, Zvečan, Izvori, Jankov Potok, Joševik, Kamenica, Korilje, Kula, Lipa, Lipovica, Lovac, Lozište, Lokva, Mali Zvečan, Malo Rudare, Matica, Meki Do, Oraovica, Rudine, Sendo i Srbovac.
- Zubin Potok - obuhvaća naseljena mjesta: Babiće, Babudovica, Banja, Bojnoviće, Brnjak, Bube, Burlate, Velika Kaludra, Velji Breg, Vitakovo, Vojmisliće, Vrba, Vukojeviće, Vukosavljeviće, Gazivode, Gornje Varage, Gornji Jasenovik, Gornji Strmac, Dobroševina, Donje Varage, Donji Jasenovik, Dragalica, Drainoviće, Dren, Žarevi, Zagrađe, Zagulje, Zečeviće, Zubin Potok, Zupče, Jabuka, Jagnjenica, Junake, Kijevce, Klečke, Kobilja Glava, Kovače, Kozarevo, Kopiloviće, Krligate, Ledenik, Lučka Reka, Mala Kaludra, Međeđi Potok, Oklace, Padine, Paruci, Prevlak, Prelez, Preseka, Pridvorica, Rančiće, Rezala, Rujište, Tušiće, Ugljare, Crepulja, Čabra, Čečevo, Češanoviće, Čitluk, Šipovo i Štuoce.
- Kosovska Mitrovica - obuhvaća naseljena mjesta: Bajgora, Bare, Bataire, Brabonjić, Vaganica, Veliki Kičić, Vidomirić, Vidušić, Vlahinje, Vrbnica, Gornje Vinarce, Gornje Žabare, Gornje Rašane, Gornji Suvi Do, Gušavac, Dedinje, Donje Vinarce, Donje Žabare, Donje Rašane, Donji Suvi Do, Zabrđe, Zasela, Zijača, Kačandol, Kovačica, Kopriva, Kosovska Mitrovica, Košutovo, Kutlovac, Lisica, Ljušta, Mađare, Mažić, Malo Kičiće, Meljenica, Ovčare, Orahovo, Pirče, Prvi Tunel, Reka, Ržana, Svinjare, Seljance, Stari Trg, Stari Trg(selo), Strana, Trstena, Šipolje i Šupkovac.
- Leposavić - obuhvaća naseljena mjesta: Bare, Belo Brdo, Beluće, Berberište, Bistrica, Borova, Borčane, Brzance, Vitanoviće, Vračevo, Vuča, Gnježdane, Gornji Krnjin, Graničane, Grkaje, Guvnište, Gulije, Desetak, Dobrava, Donje Isevo, Donji Krnjin, Dren, Duboka, Zabrđe, Zavrata, Zemanica, Zrnosek, Ibarsko Postenje, Jarinje, Jelakce, Jošanica, Kajkovo, Kamenica, Kijevčiće, Koporiće, Kostin Potok, Košutica, Košutovo, Kruševo, Kruščica, Kutnje, Lazine, Leposavić, Lešak, Lozno, Majdevo, Mekiniće, Miokoviće, Mioliće, Mošnica, Ostraće, Plakaonica, Planinica, Popovce, Potkomlje, Pridvorica, Rvatska, Rodelj, Rucmance, Seoce, Slatina, Sočanica, Tvrđan, Trebiće, Trikose, Ćirkoviće, Ulije, Ceranja, Crveni, Crnatovo i Šaljska Bistrica.
- Srbica - obuhvaća naseljena mjesta: Baks, Banja, Broćna, Vitak, Voćnjak, Gornja Klina, Gornje Prekaze, Gornji Obilić, Donja Klina, Donje Obrinje, Donje Prekaze, Donji Obilić, Doševac, Izbica, Kladernica, Kožica, Kostrc, Kotore, Krasalić, Krasmirovac, Kruševac, Kućica, Lauša, Leočina, Likovac, Ljubovac, Makrmalj, Marina, Mikušnica, Murga, Novo Selo, Ovčarevo, Padalište, Plužina, Poljance, Prelovac, Radiševo, Rakitnica, Rezala, Rudnik, Srbica, Srednja Klina, Suvo Grlo, Tica, Trnavce, Turićevac, Tušilje, Ćirez, Čitak i Čubrelj.

## Kosovski okrug
- Glogovac - obuhvaća naseljena mjesta: Banjica, Beriša, Vasiljevo, Vrbovac, Vučak, Gladno Selo, Globare, Glogovac, Godance, Gornja Koretica, Gornja Fuštica, Gornje Obrinje, Gornji Zabelj, Gradica, Dobroševac, Domanek, Donja Koretica, Donja Fuštica, Donji Zabelj, Kišna Reka, Komorane, Krajkovo, Lapušnik, Likošane, Negrovce, Nekovce, Novo Čikatovo, Orlate, Poklek, Poluža, Stankovce, Staro Čikatovo, Trdevac, Trpeza, Trstenik, Štrbulovo i Štutica.
- Kačanik - obuhvaća naseljena mjesta: Banjica, Belograce, Bičevac, Bob, Vata, Vrtolnica, Gabrica, Gajre, Globočica, Gorance, Gornja Grlica, Dimce, Doganović, Drenova Glava, Drobnjak, Dubrava, Dura, Đeneral Janković, Đurđev Dol, Eleza, Ivaja, Kačanik, Kovačevac, Korbulić, Kotlina, Krivenik, Lanište, Nećavce, Nika, Nikovce, Palivodenica, Pustenik, Režance, Reka, Runjevo, Semanje, Sečište, Slatina, Sopotnica, Stagovo, Stari Kačanik i Straža.
- Kosovo Polje - obuhvaća naseljena mjesta: Ariljača, Batuse, Bresje, Velika Slatina, Veliki Belaćevac, Vragolija, Gornje Dobrevo, Dobri Dub, Donje Dobrevo, Donji Grabovac, Ence, Kosovo Polje, Kuzmin, Mala Slatina, Mali Belaćevac, Nakarade, Pomazatin i Ugljare.
- Lipljan - obuhvaća naseljena mjesta: Androvac, Bandulić, Banjica, Brus, Bujance, Bukovica, Varigovce, Velika Dobranja, Veliki Alaš, Veliko Ribare, Vogačica, Vrelo, Vrševce, Glavica, Glanica, Glogovce, Goleško Vrelo, Gornja Gušterica, Gornje Gadimlje, Guvno Selo, Divljaka, Dobrotin, Donja Gušterica, Donje Gadimlje, Zlokućane, Janjevo, Klečka, Konjsko, Konjuh, Krajište, Krajmirovce, Laletić, Lepina, Livađe, Lipljan, Lipovica, Lug, Lugadžija, Magura, Mala Dobranja, Mali Alaš, Malo Gracko, Malo Ribare, Marevce, Medvece, Mirena, Muhadžer Babuš, Novo Rujce, Oklap, Okosnica, Plitković, Poturovce, Rabovce, Radevo, Rusinovce, Sedlare, Skulanevo, Slovinje, Smoluša, Staro Gracko, Staro Rujce, Suvi Do, Teća, Topličane, Torina, Trbovce, Crni Breg, Čelopek, Čučuljaga i Šišarka.
- Obilić - obuhvaća naseljena mjesta: Ade, Babin Most, Bakšija, Breznica, Gornji Grabovac, Kruševac, Lazarevo, Leskovčić, Mazgit, Miloševo, Obilić, Plemetina, Raskovo, Rudnik Kosovo, Sibovac, Hamidija, Crkvena Vodica i Šipitula.
- Podujevo - obuhvaća naseljena mjesta: Alabak, Bajčina, Balovac, Baraina, Batlava, Belo Polje, Blato, Bradaš, Braina, Brevnik, Brece, Burince, Velika Reka, Glavnik, Godišnjak, Gornja Dubnica, Gornja Lapaštica, Gornja Pakaštica, Gornje Ljupće, Gornji Sibovac, Grdovac, Dvorište, Dobri Do, Dobrotin, Donja Dubnica, Donja Lapaštica, Donja Pakaštica, Donje Ljupče, Donji Sibovac, Duz, Dumoš, Žitinje, Zakut, Kaljatica, Kačibeg, Kisela Banja, Konjuševac, Krpimej, Kruševica, Ladovac, Lauša, Letance, Livadica, Lug, Lužane, Mazap, Majance, Medregovac, Merdare, Metohija, Mirovac, Murgula, Obrandža, Orlane, Palatna, Penduha, Perane, Podujevo, Popovo, Potok, Prepolac, Radujevac, Rakinica, Revuće, Repa, Rečica, Svetlje, Siljevica, Slatina, Surdula, Surkiš, Trnava, Trnavica, Turučica, Hrtica, Šajkovac, Šakovica i Štedim.
- Priština - obuhvaća naseljena mjesta: Ajvalija, Ajkobila, Badovac, Balaban, Bariljevo, Besinje, Businje, Vrani Do, Glogovica, Gornja Brnjica, Gračanica, Graštica, Dabiševac, Devet Jugovića, Donja Brnjica, Dragovac, Drenovac, Zlatare, Kačikol, Kojlovica, Kolić, Kukavica, Laplje Selo, Lebane, Lukare, Makovac, Marevce, Matičane, Mramor, Niševce, Orlović, Preoce, Priština, Propaštica, Prugovac, Radoševac, Rimanište, Sićevo, Slivovo, Sofalija, Sušica, Teneš Do, Trudna, Čaglavica, Šarban i Šaškovac.
- Uroševac - obuhvaća naseljena mjesta: Babljak, Balić, Biba, Burnik, Varoš Selo, Gatnje, Gornje Nerodimlje, Grebno, Grlica, Doganjevo, Donje Nerodimlje, Dramnjak, Zaskok, Zlatare, Jezerce, Jerli Prelez, Jerli Talinovac, Kamena Glava, Kosin, Košare, Laškobare, Manastirce, Mirosavlje, Muhadžer Prelez, Muhadžer Talinovac, Muhovce, Nekodim, Novi Miraš, Papaz, Plešina, Pojatište, Raka, Rahovica, Sazlija, Svrčina, Slivovo, Sojevo, Softović, Srpski Babuš, Stari Miraš, Staro Selo, Stojković, Tankosić, Trn, Uroševac i Crnilo.
- Štimlje - obuhvaća naseljena mjesta: Belince, Vojinovce, Gornje Godence, Davidovce, Devetak, Donje Godance, Duga, Đurkovce, Zborce, Karačica, Lanište, Malopoljce, Mužičane, Petraštica, Petrović, Petrovo, Rance, Račak, Rašince, Topilo, Crnoljevo i Štimlje.
- Štrpce - obuhvaća naseljena mjesta: Berevce, Brezovica, Brod, Viča, Vrbeštica, Gornja Bitinja, Gotovuša, Donja Bitinja, Drajkovce, Ižance, Jažince, Koštanjevo, Sevce, Sušiće, Firaja i Štrpce.

## Kosovskopomoravski okrug
- Vitina - obuhvaća naseljena mjesta: Balance, Begunce, Binač, Buzovik, Veliki Goden, Vitina, Vrban, Vrbovac, Vrnavokolo, Vrnez, Gornja Budrika, Gornja Slatina, Gornja Stubla, Grmovo, Grnčar, Gušica, Debelde, Devaja, Donja Slatina, Donja Stubla, Donje Ramnjane, Drobeš, Đelekare, Žitinje, Jerli Sadovina, Kabaš, Klokot, Letnica, Ljubište, Mijak, Mogila, Novo Selo, Podgorce, Požaranje, Ravnište, Radivojce, Ribnik, Smira, Trpeza, Trstenik, Čerkez Sadovina, Čiflak i Šašare.
- Gnjilane - obuhvaća naseljena mjesta: Bilince, Brasaljce, Bukovik, Burince, Velekince, Vladovo, Vlaštica, Vrapčić, Vrbica, Gadiš, Gnjilane, Gornje Kusce, Gornje Slakovce, Gornji Livoč, Gornji Makreš, Gumnište, Dobrčane, Donja Budriga, Donje Slakovce, Donji Livoč, Donji Makreš, Draganac, Dunavo, Žegovac, Žegovačka Vrbica, Žegra, Inatovce, Kišno Polje, Kmetovce, Koretište, Kravarica, Lipovica, Lovce, Mali Goden, Mališevo, Mozgovo, Mučibaba, Nosalje, Paralovo, Parteš, Pasjak, Pasjane, Pidić, Podgrađe, Poneš, Prilepnica, Sapar, Slubica, Stanišor, Stančić, Straža, Stublina, Ugljare, Cernica, Čelik, Šilovo i Šurlane.
- Kosovska Kamenica - obuhvaća naseljena mjesta: Ajnovce, Berivojce, Blato, Boževce, Boljevce, Bosce, Bratilovce, Busovata, Bušince, Vaganeš, Veliko Ropotovo, Veljeglava, Vrućevce, Glogovce, Gmince, Gogolovce, Gornja Šipašnica, Gornje Karačevo, Gornje Korminjane, Građenik, Grizime, Daždince, Dajkovce, Desivojce, Domorovce, Donja Šipašnica, Donje Karačevo, Donje Korminjane, Drenovce, Đuriševce, Žuja, Zajčevce, Kololeč, Koprivnica, Koretin, Kosovska Kamenica, Kostadince, Krajnidel, Kremenata, Kriljevo, Lisocka, Ljajčić, Lještar, Malo Ropotovo, Marovce, Mešina, Miganovce, Močare, Mučivrce, Novo Selo, Ogošte, Odanovce, Odevce, Oraovica, Pančelo, Petrovce, Polička, Rajanovce, Ranilug, Robovac, Rogačica, Svirce, Sedlare, Strezovce, Strelica, Tirince, Tomance, Toponica, Trstena, Tuđevce, Firićeja, Carevce, Čarakovce i Šaić.
- Novo Brdo - obuhvaća naseljena mjesta: Bostane, Zebince, Izvor, Jasenovik, Klobukar, Labljane, Manišince, Novo Brdo, Prekovce i Trnićevce.

## Pećki okrug
- Dečani - obuhvaća naseljena mjesta: Balaboć, Belaje, Beleg, Vokša, Glođane, Gornja Luka, Gornji Ratiš, Gornji Streoc, Gornji Crnobreg, Gramočelj, Dašinovac, Dečane, Donja Luka, Donji Ratiš, Donji Streoc, Donji Crnobreg, Drenovac, Dubovik, Dubrava, Đocaj, Istinić, Jasić, Junik, Kodralija, Loćane, Ljubuša, Ljumbarda, Maznik, Mali Vranovac, Papić, Papraćane, Pobrđe, Požar, Prekoluka, Prilep, Rastavica, Rznić, Slup, Huljaj i Šaptelj.
- Đakovica - obuhvaća naseljena mjesta: Babaj Boks, Bardonić, Bardosan, Batuša, Berjak, Bec, Bistražin, Brekovac, Brovina, Vogovo, Vranić, Goden, Gornje Novo Selo, Grgoc, Grčina, Guska, Dalašaj, Damjane, Deva, Doblibare, Dobrić, Dobroš, Dolj, Donje Novo Selo, Donji Biteš, Dužnje, Dujak, Đakovica, Ereč, Žabelj, Ždrelo, Žub, Zulfaj, Jablanica, Janoš, Jahoc, Kodralija, Korenica, Košare, Kraljane, Kusar, Kuševac, Lipovac, Lugađija, Ljugbunar, Marmule, Meja Orize, Meća, Moglica, Molić, Morina, Nec, Nivokaz, Osek Paša, Osek Hilja, Paljabarda, Pacaj, Petrušan, Pljančor, Ponoševac, Popovac, Radonjić, Rakovina, Rakoc, Ramoc, Racaj, Rača, Raškoc, Ripaj Madanaj, Rogovo, Skivjane, Smać, Smonica, Sopot, Stubla, Trakanić, Ćerim, Uljz, Firaja, Firza, Crmljane, Šeremet i Šišman.
- Istok - obuhvaća naseljena mjesta: Banja, Banjica, Begov Lukavac, Belica, Belo Polje, Verić, Vrelo, Dobruša, Donji Istok, Dragoljevac, Drenje, Dubrava, Đurakovac, Žakovo, Žač, Zablaće, Istok, Kaličane, Kašica, Kovrage, Koš, Krnjina, Lugovo, Ljubovo, Ljubožda, Malo Dubovo, Mojstir, Muževine, Novi Verić, Orno Brdo, Osojane, Poljane, Prekale, Prigoda, Rakoš, Sinaje, Srbobran, Starodvorane, Studenica, Suvi Lukavac, Suvo Grlo, Sušica, Tomance, Trbuhovac, Tučep, Ukča, Crkolez, Crni Lug, Crnce i Šaljinovica.
- Klina - obuhvaća naseljena mjesta: Balince, Berkovo, Biča, Bobovac, Bokšić, Budisavci, Veliki Đurđevik, Veliko Kruševo, Vidanje, Vlaški Drenovac, Volujak, Vrmnica, Golubovac, Gornji Petrič, Grabanica, Grabac, Grebnik, Deič, Dobra Voda, Dobri Dol, Dolac, Dolovo, Donji Petrič, Drenovac, Drenovčić, Drsnik, Dugonjive, Duš, Dušević, Zabrđe, Zajmovo, Zlokućane, Iglarevo, Jagoda, Jelovac, Jošanica, Kijevo, Klina, Klinavac, Kpuz, Krnjince, Leskovac, Lozica, Mali Đurđevik, Malo Kruševo, Mlečane, Naglavci, Pločice, Pograđe, Prčevo, Radulovac, Renovac, Resnik, Rudice, Svrhe, Sićevo, Skorošnik, Stup, Cerovik, Crni Lug, Čabić, Českovo, Čupevo i Štupelj.
- Peć - obuhvaća naseljena mjesta: Alagina Reka, Babiće, Barane, Belo Polje, Blagaje, Boge, Brežanik, Brestovik, Brolić, Bučane, Velika Jablanica, Veliki Štupelj, Vitomirica, Vragovac, Vranovac, Glavičica, Glođane, Goraždevac, Grabovac, Dobri Do, Drelje, Dubovo, Dubočak, Duganjive, Zagrmlje, Zahać, Zlopek, Jablanica, Jošanica, Klinčina, Kosurić, Kotradić, Košutane, Krstovac, Kruševac, Kućište, Labljane, Laz Belopać, Lipa, Lođa, Ložane, Lugađija, Ljevoša, Lješane, Ljubenić, Ljutoglava, Mala Jablanica, Mali Štupelj, Maljeviće, Milanovac, Nabrđe, Naklo, Nepolje, Novi Raušić, Novo Selo, Ozrim, Osoje, Pašino Selo, Pepiće, Peć, Pištane, Plavljane, Počešće, Radavac, Raušić, Rašić, Romune, Rosulje, Ruhot, Svrke, Siga, Trebović, Trstenik, Turjak, Ćuška, Hadžovići, Crni Vrh, Čelopek, Čungur i Škrelje.

## Prizrenski okrug
- Gora (Dragaš) - obuhvaća naseljena mjesta: Bačka, Brod, Vranište, Globočica, Gornja Rapča, Gornji Krstac, Dikance, Donja Rapča, Donji Krstac, Dragaš, Zli Potok, Kruševo, Kukuljane, Leštane, Ljubovište, Mlike, Orčuša, Radeša i Restelica.
- Orahovac - obuhvaća naseljena mjesta: Bela Crkva, Bratotin, Brestovac, Brnjača, Bublje, Velika Kruša, Velika Hoča, Vranjak, Gedža, Goračevo, Gorić, Gornje Potočane, Danjane, Dobri Dol, Domanek, Donje Potočane, Dragobilje, Drenovac, Zatrić, Zočište, Zrze, Jančište, Jović, Koznik, Kramovik, Labučevo, Ljubižda, Mađare, Mala Hoča, Mališevo, Milanović, Miruša, Moralija, Mrasor, Našpale, Nogavac, Opteruša, Orahovac, Ostrozub, Pagaruša, Petković, Poluža, Ponorac, Pusto Selo, Radoste, Ratkovac, Retimlje, Sanovac, Saroš, Sopnić, Turjak, Celina, Crnovrana, Čiflak i Čupevo.
- Prizren - obuhvaća naseljena mjesta: Atmađa, Belobrod, Biluša, Bljač, Brezna, Brodosavce, Brut, Buzec, Buča, Veleža, Vlašnja, Vrbičane, Vrbnica, Gornja Srbica, Gornje Ljubinje, Gornje Selo, Gorožup, Graždanik, Grnčare, Dedaj, Dobrušte, Dojnice, Donja Srbica, Donje Ljubinje, Drajčići, Dušanovo, Đonaj, Živinjane, Žur, Zaplužje, Zgatar, Zjum Opoljski, Zjum Has, Zojić, Zrze, Jablanica, Ješkovo, Kabaš, Kabaš Has, Kapra, Karašinđerđ, Kobanja, Kojuš, Koriša, Kosovce, Krajk, Kuklibeg, Kukovce, Kušnin, Kuštendil, Landovica, Lez, Leskovac, Lokvica, Ljubižda, Ljubižda Has, Ljubičevo, Ljukinaj, Ljutoglav, Mazrek, Mala Kruša, Mamuša, Manastirica, Medvece, Miljaj, Muradem, Mušnikovo, Našec, Nebregošte, Nova Šumadija, Novake, Novo Selo, Petrovo Selo, Pirane, Plava, Plajnik, Planeja, Planjane, Poslište, Pousko, Prizren, Randubrava, Rence, Rečane, Romaja, Skorobište, Smać, Sredska, Stružje, Trepetinca, Tupec, Hoča Zagradska, Caparce, Šajinovac, Škoza i Špinadija.
- Suva Reka - obuhvaća naseljena mjesta: Banja, Belanica, Blace, Budakovo, Bukoš, Vranić, Vrševce, Geljance, Gornja Krušica, Grejkovce, Grejčevce, Guncat, Dvorane, Delovce, Dobrodeljane, Donja Krušica, Dubrava, Dulje, Đinovce, Javor, Kostrce, Kravoserija, Ladrovac, Ladrović, Lešane, Lužnica, Mačitevo, Movljane, Mušutište, Neprebište, Nišor, Papaz, Pećane, Popovljane, Raštane, Rečane, Savrovo, Samodraža, Selogražde, Semetište, Senik, Slapužane, Sopina, Stara Vučina, Studenčane, Suva Reka, Topličane, Trnje, Tumičina i Čajdrak.